# Савиньяно-суль-Панаро

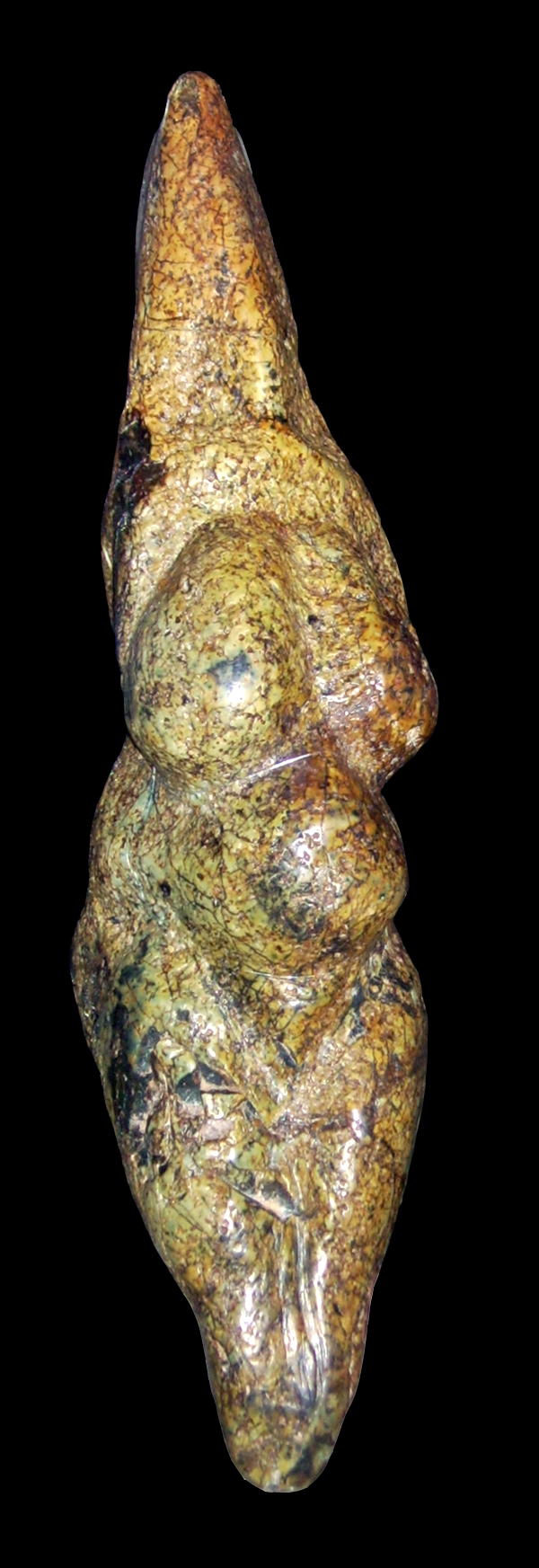
Палеолитическая венера со стоянки Савиньяно

Савиньяно-суль-Панаро (итал. Savignano sul Panaro) —  коммуна в Италии, располагается в регионе Эмилия-Романья, подчиняется административному центру Модена.
Население составляет 8307 человек (на 2004 г.), плотность населения составляет 332 чел./км². Занимает площадь 25 км². Почтовый индекс — 41056. Телефонный код — 059.
В коммуне 15 августа особо празднуется Успение Пресвятой Богородицы.